# Нильский окунь
Ни́льский о́кунь (лат. Lates niloticus) — вид лучепёрых рыб семейства латовых (Latidae) отряда окунеобразных.
Распространён во всех основных речных системах тропической Африки, в частности, в реках Нил, Вольта, Сенегал, Конго, а также в озёрах Чад, Альберт, Рудольф, Виктория и других.
Максимальная длина — 200 см, масса — 200 кг. Вес 15-летней рыбины может приближаться к 30 кг, а 20-летней — к 50 кг. В уловах обычные размеры 45—65 см и 9—20 кг. Тело удлиненное, с боков сжатое, серебристого цвета с голубоватым отливом. Хищная рыба, питается рыбой и рачками. В 1950-х — 1960-х годах был интродуцирован в озеро Виктория, что привело к снижению численности и, возможно, исчезновению около 200 эндемичных видов цихлид.

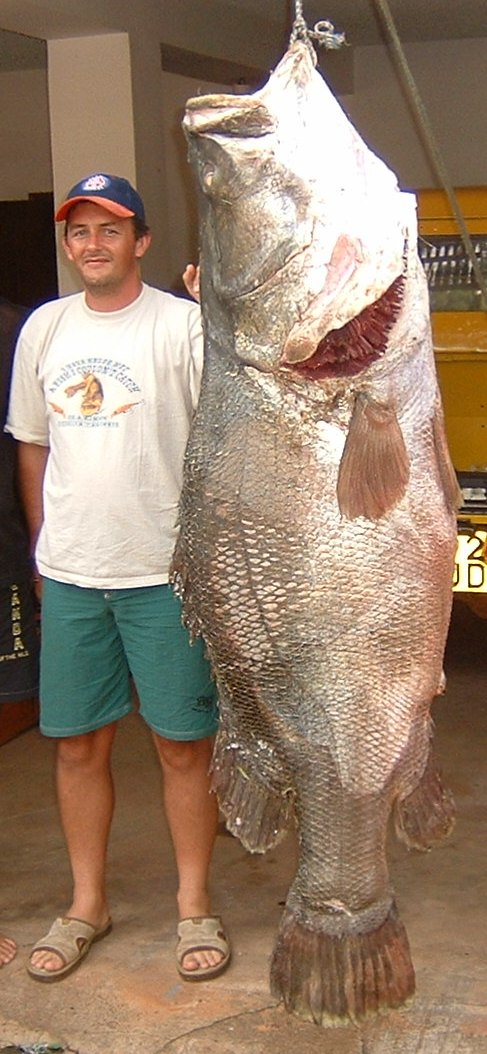
Размеры нильского окуня в сравнении с человеком.